# Río Tus
El río Tus es un río del sureste de la península ibérica perteneciente a la cuenca hidrográfica del Segura que discurre por las provincias de Jaén y Albacete (España). 

## Curso

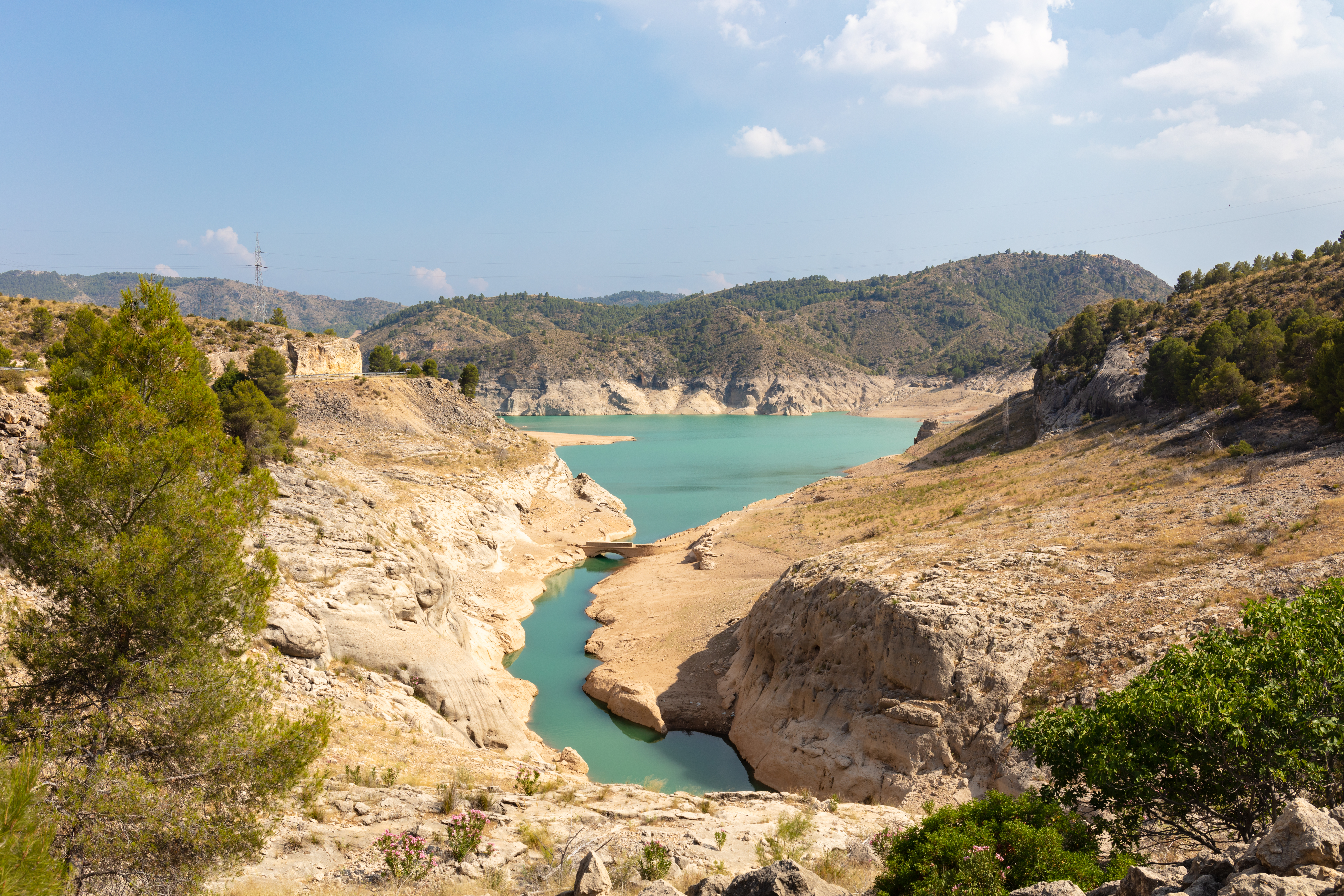
Desembocadura del río Tus en el embalse de Fuensanta durante un periodo de sequía

El río Tus nace formado por la confluencia de varios arroyos, entre los que destaca el arroyo de la Fuente del Tejo, y el arroyo Andrés, dentro de la Sierra de Segura (provincia de Jaén). Entra en la provincia de Albacete y desemboca en el río Segura a la altura del embalse de la Fuensanta, en la comarca de la Sierra del Segura. 
Antes de la construcción del pantano, el río era la vía de transporte por la que los gancheros trasladaban los troncos procedentes de la Sierra de Segura, hasta la estación de Calasparra, en la provincia de Murcia.

## Turismo
El río es visitado por muchos turistas, ya que se encuentra al paso de pedanías y aldeas que disponen de casas rurales para alojarlos. Además, al paso del río, se encuentra el Balneario de Tus.

## Flora y fauna
Entre su fauna, se encuentran especies como la culebra de agua, la lagartija (entre la que se encuentra la lagartija de Valverde, una especie autóctona), el lagarto ocelado y la trucha.